# Alphonse Venne
Pour les articles homonymes, voir Venne.
 (juin 2025).
Si vous disposez d'ouvrages ou d'articles de référence ou si vous connaissez des sites web de qualité traitant du thème abordé ici, merci de compléter l'article en donnant les références utiles à sa vérifiabilité et en les liant à la section « Notes et références ».
Louis-Alphonse Venne (né à Montréal en 1875 et mort à Saint-Lambert en 1934) est un architecte québécois.

## Biographie
Après plusieurs années de pratique, il s'associa à Dalbé Viau en 1912 et le bureau d'architectes Viau & Venne. Il devint renommé à travers tout le Québec en faisant les plans de plusieurs écoles, églises et couvents, surtout à Montréal.

## Réalisations
Voici certains bâtiments dont les plans furent tracés par lui et son associé :
- l'oratoire Saint-Joseph (crypte-église) et de son presbytère,
- l'hôpital du Sacré-Cœur
- l'hôtel de ville de Lachine
- l'église des Saints-Anges Gardiens de Lachine
- l'église Nativité-de-la-Sainte-Vierge-d’Hochelaga
- l'école Très-Saint-Sacrement
- l'église Notre-Dame-du-Rosaire